# Pop-art
Pop-art (zkratka z angl. popular art populární masové umění) je umělecký směr, který se prvně objevil zhruba v polovině 50. let a dominoval pak zejména v 60. letech; byl ovlivněn populární hudbou a komerčním uměním. Charakteristické pro něj je přejímání motivů i techniky z předmětů denní potřeby, inspirace velkoměstskou kulturou a jejími vizuálními projevy (fotografie, dále film, reklama a komiksy).
Termín pop art byl poprvé použit anglickým uměleckým kritikem Lawrencem Allowayem v roce 1958 k popisu obrazů zachycující poválečný konzumní styl života.
Ačkoliv jsou dnes známější američtí představitelé pop-artu, směr vznikl nezávisle ve dvou centrech – britská větev v Londýně a americká v New Yorku a v New Jersey.
Počátky britské větve pop-artu jsou spojeny s londýnskou skupinou Independent Group tvořenou mimo jiné Richardem Hamiltonem a Eduardem Paolozzim.
Hlavními rysy amerického pop-artu je především používání velkých formátů, zářivých nebo naopak mdlých barev. Je spojován především s americkým výtvarníkem Andym Warholem. Jeho díla vytvořená technikou sítotisku zobrazují opakující se řady výrobků nebo osobností, např. Campbelovy polévky, láhev Coca-Coly, Marilyn Monroe. K dalším představitelům patří Jasper Johns, Claes Oldenburg, Roy Lichtenstein nebo Tom Wesselman.